# Orellanina
L'orellanina è una micotossina citotossica contenuta nelle specie di funghi Cortinarius orellanus e Cortinarius rubellus responsabile della sindrome orellanica.

## Storia
Fu isolata per la prima volta nel 1955 dal medico polacco Stanisław Grzymała ma la struttura chimica è rimasto sconosciuta fino all'ultima metà degli anni settanta quando i chimici polacchi Antkowiak e Gessner hanno scoperto che l'orellanina appartiene ad un gruppo di composti chiamati bipiridine, una doppia struttura ad anello in cui entrambi gli anelli sono piridine (anelli eterociclici con un atomo di azoto). Antkowiak e Gessner scoprirono anche una sostanza simile, l'orellina che pur essendo affine dal punto di vista strutturale non è tossica.

## Chimica
Chimicamente si tratta di una bipiridina N-ossido. Nella forma più stabile dell'orellanina gli atomi di azoto sono carichi positivamente, cosa che non avviene nell'orellina che, nella sua forma stabile è neutra.

## Tossicità
L'orellanina, che possiede una struttura bipiridinica, provoca gravi lesioni e necrosi renali.
Le bipiridine con atomi di azoto caricati positivamente sono già note per la loro velenosità.
Il principale meccanismo di tali composti è che essi disturbano importanti reazioni redox nell'organismo catturando uno o due elettroni da altre molecole generando altre reazioni redox indesiderate. I prodotti finali di tali reazioni possono essere ioni perossidi o superossidi, dannosi per le cellule.
Con buona probabilità l'orellanina agisce in questo modo, anche se non è stato ancora ben individuato il modo con cui disturba le reazioni redox causando gravi danni renali.
A 150 °C l'orellanina si decompone lentamente in orellina e ossigeno. Alla temperatura di 267 °C la decomposizione avviene in maniera esplosiva.
Non è solubile in solventi organici e in acqua. Si solubilizza bene in dimetilsolfossido, metanolo, e acido trifluoracetico.

## Sindrome orellanica

### Latenza
3-4 giorni fino a 20 gg.

### Sintomatologia
- I fase: dopo 4-9 ore compaiono secchezza della mucosa orale, sete insaziabile, urinamento continuo; quindi si passa a una seconda fase con mancanza di urina, vomito, diarrea, dolori addominali; infine la sindrome gastrointestinale regredisce rapidamente finché il soggetto va incontro ad un periodo di benessere (remissione)
- II fase: alla I fase segue la fase di insufficienza renale acuta (IRA), l'intossicazione non ben trattata provoca la morte per uremia.

Nel caso che il soggetto intossicato si salvi dovrà sottoporsi alla dialisi per tutta la vita o fino ad un eventuale trapianto di reni.